# Crucea de Merit (Polonia)
Crucea de Merit (în poloneză Krzyż Zasługi) este o medalie de stat poloneză înființată pe 23 iunie 1923 și este acordată civililor pentru recunoașterea unor servicii aduse statului.
Ordinul are trei clase:
| 1. Cruce de Aur de Merit     |
| 2. Crucea de Argint de Merit |
| 3. Crucea de Bronz de Merit  |

La data înființării sale, în anul 1923, Crucea de Merit a fost cea mai înaltă distincție civilă din Polonia. Acesta a fost acordat pentru cetățenii care și-au făcut datoria în domeniul lor pentru țară și societate ca întreg. Poate fi acordată de două ori la fiecare clasa aceleiași persoane.

## Beneficiari
- Kazimierz Wichniarz (Crucea de Aur de Merit), 1956
- Moise Schorr (Crucea de Aur de Merit), rabin, istoric polonez, politician, învățat, asiriolog și orientalist.
- Michal Korwin-Szymanowski, de asemenea, cunoscut sub numele de Michel Korwin (Crucea de Aur de Merit 2015), Montreal, Canada.
- Bronisława Rychter-Janowska (Crucea de Aur de Merit 1939), artistă din Cracovia. [1]
- Henri Strzelecki (Crucea de Aur de Merit 1990), co-fondator al Henri Lloyd.[2]
- Henryk Staniewski (Crucea de Argint de Merit , Crucea de Aur de Merit 1998) Director al Departamentului de Rețele de calculatoare și de Comunicații în Lublin, Polonia
- Izabella Zielińska (Crucea de Aur de Merit 2011), pianistă polonez
- Michał Kwiatkowski (Crucea de Aur de Merit 2014), ciclist pe șosea polonez
- Jerzy Zralski (Crucea de Aur de Merit 2000), veteran în al doilea război mondial și scriitor [3]
- Bogdan Labecki (Crucea de Aur de Merit 2013).[3]
- Tomasz Miśkiewicz - pentru munca sa cu imigranții din Tineretul Islamic în 2006
- Michal Kuleczka (Crucea de Aur de Merit 2013).[3]
- Bogdan Labecki (Crucea de Aur de Merit 2013).[3]
- John Dodunski (Crucea de Merit 2013) - Noua Zeelandă - martie 2013
- Margaret Scannell născută Dodunski (Crucea de Merit 2013) - Noua Zeelandă - martie 2013
- Robert Dodunski (Crucea de Merit 2013) - Noua Zeelandă - martie 2013
- Tomasz Trembowski (Crucea de Bronz de Merit 2013) - Canada - mai 2013 [3]
- Elwira Grossman (Crucea de Aur de Merit 2013) - Scoția - august 2013
- Rudolf Gundlach (Crucea de Argint de Merit) - inventatorul periscopului pe tancul Gundlach
- Agnieszka Radwańska (Crucea de Aur de Merit) - jucătoare de tenis [4]
- Katarzyna Maria Dziewanowska- (Crucea de Aur de Merit) cercetare științifică - Universitatea din Idaho 26 septembrie 2013
- Marcin Pawel Grzadka (Crucea de Argint de Merit) - Harcmistrz, co-fondator al YPCPA.[5] și președinte al Quo Vadis Leadership Conference.[6] - Canada - noiembrie 2013
- Natalia Kusendova (Crucea de Argint de Merit)

- Filip Slipaczek (Crucea de Argint de Merit 2014) - Marea Britanie - mai 2014 [7]
- Aleksandra Ziółkowska-Boehm (Crucea de Aur de Merit - 20 iunie 2014), SUA, scriitor și academician
- Tomasz Moczerniuk (Crucea de Argint de Merit) - New York - septembrie 2014 [8]
- Grzegorz Fryc (Crucea de Argint de Merit) - New York - septembrie 2014 [8]
- Adam Skorek (Crucea de Aur de Merit - 2004)
- Karol Kłos (Crucea de Aur de Merit - 27 octombrie 2014) - jucător de volei, campion mondial 2014
- Andrzej Wrona (Crucea de Aur de Merit - 27 octombrie 2014) - jucător de volei, campion mondial 2014
- Fabian Drzyzga (Crucea de Aur de Merit - 27 octombrie 2014) - jucător de volei, campion mondial 2014
- Paweł Zatorski (Crucea de Aur de Merit - 27 octombrie 2014) - jucător de volei, campion mondial 2014
- Mateusz Mika (Crucea de Aur de Merit - 27 octombrie 2014) - jucător de volei, campion mondial 2014
- Philippe Blain (Crucea de Aur de Merit - 27 octombrie 2014) - antrenor echipa națională de volei masculin a Poloniei - campioană mondială 2014
- John P. Lynch (Crucea de Aur de Merit - 3 noiembrie 2014) - CEO & Founder Lynka [9]
- Michael Biegler (Crucea de Aur de Merit) - antrenorul german al echipei naționale de handbal

Thomas Gabriel Grasza Esq (Crucea de Aur de Merit - 11 noiembrie 2011) proiectant de timbre și monede și însemnat filatelist Canadiano-polonez de patru decenii.
- Joanna Zawadzka (Crucea de Aur de Merit - 2 mai 2014) - activistă a comunității în Scoția, director al Asociației Festivalului Cultural Polonez.